# Proleek
Koordinaten: 54° 2′ 14,1″ N, 6° 20′ 52,3″ W

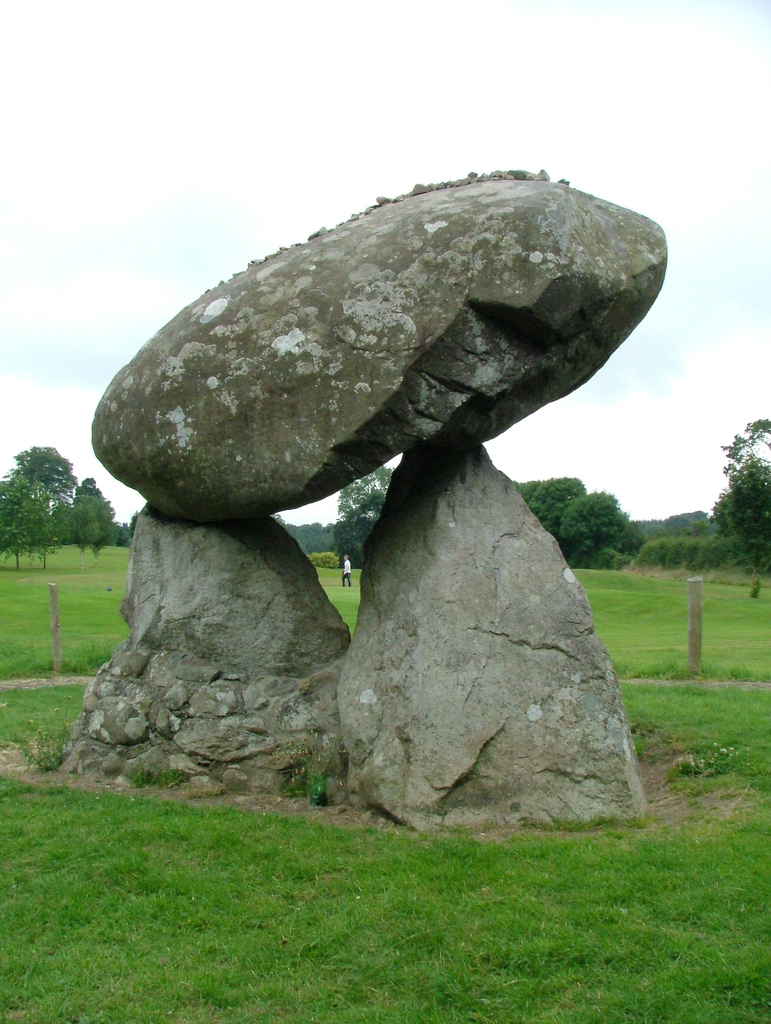
Der Dolmen von Proleek

Proleek (auch Giant’s Grave, deutsch „Riesengrab“ oder Giant’s Load,  deutsch „Gigantenlast“) ist ein etwa 3,8 m hohes Portal Tomb im Townland Proleek (irisch Proilíg) auf der Cooley-Halbinsel im County Louth in Irland. Von James Fergusson (1808–1886) wurde für diese Unterart der Begriff des „Tripod-Dolmen“ (Stativdolmen) geprägt, der auf eine Reihe von Dolmen angewandt wird, bei denen der Deckstein auf drei Tragsteinen ruht. Bei der Anlage von Proleek waren nur zwei tragende Steine und der Deckstein übrig, der dritte Stein wurde ergänzt. Anlagen dieser Art entstanden etwa um 3000 v. Chr.

## Das Portal Tomb
Der Dolmen ist oft abgebildet worden. Bereits 1742 erschien eine Gravierung in der Zeitschrift „Louthiana“ des Antiquars Thomas Wright. In gewisser Weise ähnelt der Dolmen einer unter dem Gewicht des etwa 40 Tonnen schweren, 3,8 m langen und 3,2 m breiten Granits des Decksteins gebeugten Figur. Wright überliefert folgende lokale Geschichte über den Dolmen: Das Steine seien von Parrah Boug M'Shagjean (Para Buidhe Mór Mhac Seóidin), einem Riesen, der in der Nähe begraben sein soll, aus den benachbarten Bergen gebracht und hier zusammengestellt worden. Anders als andere zeitgenössische Antiquitätensammler kannte Wright jedoch den Zweck der Monumente und tat auch die Idee, dass sie Altäre der Druiden gewesen sein sollen, als Phantasie ab.
Besucher von Proleek werden bemerken, dass Kieselsteine auf der konvex gewölbten Oberfläche des Decksteins liegen. Die Legende besagt, dass der, dem es gelingt, seinen Stein auf der Oberfläche zu positionieren, innerhalb eines Jahres heiraten wird.
Ähnlich imposante Anlagen sind Ballykeel im County Armagh und Legananny im County Down (alle in Nordirland).

## Das Wedge Tomb

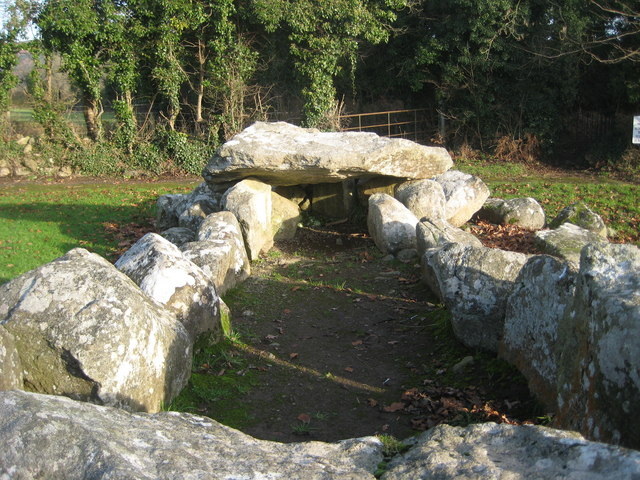
Wedge Tomb von Proleek

Wedge Tombs (dt. „Keilgräber“, früher auch „wedge-shaped gallery grave“ genannt) sind ganglose, mehrheitlich ungegliederte Megalithbauten der späten Jungsteinzeit und der frühen Bronzezeit. Proleek Portal Tomb steht 80 m entfernt von einem restaurierten Wedge Tomb auf dem Grundstück des Ballymascanlon-Hotels. Die Galerie ist etwa sechs Meter lang und am westlichen Ende (Zugangsseite) 1,5 m breit. Sie verengt sich auf knapp über einen Meter am östlichen Ende, das von den beiden einzig verbliebenen Decksteinen gedeckt ist. Am westlichen Ende steht eine große Platte, welche die Galerie verschloss.